# José Antônio Alves Torrano
José Antônio Alves Torrano (Olímpia, São Paulo, 12 de novembro de 1949) é um dos mais prolíficos tradutores de textos gregos para a língua portuguesa em atividade. Torrano também é professor titular de língua grega e literatura grega na Universidade de São Paulo, além de possuir graduação em Letras Clássicas (latim, português e grego). Para Torrano, o mito é "[...] uma forma de linguagem."
Torrano acredita que os mitos gregos estão profundamente relacionados às representações e às imagens das musas, bem como uma atitude determinada através da concepção do pensamento mítico.

## Prêmios e títulos
- Huésped de Honor del Partido de La Plata, Municipalidad de La Plata (2006), Argentina.
- Professor Titular de Língua e Literatura Grega (2006), Universidade de São Paulo, Brasil.
- Huésped de honor del Partido de La Plata, Municipalidad de La Plata (2003), Argentina.
- Huésped de honor del Partido de La Plata, Municipalidad de La Plata (2000), Argentina.

## Produção selecionada
Própria autoria
- TORRANO, J. A. A. . O sentido de Zeus. O mito do mundo e o modo mítico de ser no mundo. 2. ed. São Paulo: Iluminuras, 1996. 182 p.
- TORRANO, J. A. A. . Divino Gibi: Crítica da Razão Sapiencial. 1. ed. São Paulo: Anablume Editora, 2017. 114 p.
- TORRANO, J. A. A. . Mito e Imagens Míticas: Ensaios Sobre o Pensamento Mítico, Literatura e Filosofia na Grécia Antiga. 2. ed. São Paulo: Madamu Editora, 2022. 236 p.
- TORRANO, J. A. A. . O Pensamento Mítico no Horizonte de Platão. 2. ed. Revista e Ampliada, São Paulo: Madamu Editora, 2023. 160 p.

Estudos e traduções
- TORRANO, J. A. A. . Hesíodo - Teogonia. A origem dos Deuses. Estudo e tradução. 6. ed. São Paulo: Iluminuras, 2006. 160 p.
- TORRANO, J. A. A. . Orestéia I - Agamêmnon. 1. ed. São Paulo: Iluminuras, 2004. v. 1. 224 p.
- TORRANO, J. A. A. . Orestéia II - Coéforas. 1. ed. São Paulo: Iluminuras, 2004. v. 1. 154 p.
- TORRANO, J. A. A. . Orestéia III - Eumênides. 1. ed. São Paulo: Iluminuras, 2004. v. 1. 152 p.
- TORRANO, J. A. A. . O Escudo de Héracles. Revista Hypnos 6. São Paulo: Editoras Palas Athena, Educ, Triom, 2000. 37 p.
- TORRANO, J. A. A. . Eurípides - Bacas. O mito de Dioniso. Estudo e tradução.. São Paulo: Hucitec, 1995. 134 p.
- TORRANO, J. A. A. . Eurípides - Medeia. Tradução. 1. ed. São Paulo: Hucitec, 1991. 116 p.
- TORRANO, J. A. A. . Ésquilo - Prometeu Prisioneiro. 1. ed. São Paulo: Roswitha Kempf Editores, 1985. 72 p.

Capítulos de livros publicados
- TORRANO, J. A. A. . Mito, Retórica, Dialética, no diálogo. In: Marinalva Vilar de Lima; Orlando Luiz de Araújo.. (Org.). Ensaios em Estudos Clássicos. 1 ed. Campina Grande: EDUFCG, 2006, v. único, p. 43-55.
- TORRANO, J. A. A. . Mito e filosofia: Homologia estrutural. In: Acylene Maria Cabral Ferreira. (Org.). Leituras do Mundo. 1 ed. Salvador: Quarteto, 2006, v. , p. 187-198.
- TORRANO, J. A. A. . Mito e dialética na tragédia Sete contra Tebas de Ésquilo. In: Ana María González de Tobía. (Org.). Ética y Estética: De Grécia a la modernidad.. 1 ed. La Plata: Universidad Nacional de La Plata, 2004, v. , p. 125-131.
- TORRANO, J. A. A. . Mito e dialética na tragédia Agamêmnon de Ésquilo. In: Maria Fernanda Brasete. (Org.). Máscaras, Vozes e Gestos: nos caminhos do teatro clássico. 1 ed. Aveiro: Centro de Línguas e Culturas - Universidade de Aveiro, 2001, v. 2, p. 27-37.
- TORRANO, J. A. A. . Mito e culto na tragédia: as Bacas de Eurípides. In: FÉLIX, Loiva Otero; GOETTEMS, Miriam Barcellos. (Org.). Cultura Grega Clássica. Porto Alegre RS: Editora da Universidade Federal do Rio Grande do Sul, 1987, v. , p. 36-43.